# Lijst van voetbalinterlands Andorra - Engeland
Deze lijst van voetbalinterlands is een overzicht van alle officiële voetbalwedstrijden tussen de nationale teams van Andorra en Engeland. De landen speelden tot op heden zeven keer tegen elkaar. De eerste wedstrijd, een kwalificatiewedstrijd voor het Europees kampioenschap voetbal 2008, was op 2 september 2006 in Manchester. De laatste ontmoeting, een kwalificatiewedstrijd voor het Wereldkampioenschap voetbal 2026, vond plaats in Barcelona (Spanje) op 7 juni 2025.

## Wedstrijden
| № | Plaats           | Datum            | Competitie           | Wedstrijd          | Uitslag |
| - | ---------------- | ---------------- | -------------------- | ------------------ | ------- |
| 1 | Manchester       | 2 september 2006 | EK 2008 kwalificatie | Engeland – Andorra | 5 – 0   |
| 2 | Barcelona        | 28 maart 2007    | EK 2008 kwalificatie | Andorra – Engeland | 0 – 3   |
| 3 | Barcelona        | 6 september 2008 | WK 2010 kwalificatie | Andorra – Engeland | 0 – 2   |
| 4 | Londen           | 10 juni 2009     | WK 2010 kwalificatie | Engeland – Andorra | 6 – 0   |
| 5 | Londen           | 5 september 2021 | WK 2022 kwalificatie | Engeland − Andorra | 4 − 0   |
| 6 | Andorra la Vella | 9 oktober 2021   | WK 2022 kwalificatie | Andorra − Engeland | 0 − 5   |
| 7 | Barcelona        | 7 juni 2025      | WK 2026 kwalificatie | Andorra − Engeland | 0 – 1   |
| 8 | Birmingham       | 6 september 2025 | WK 2026 kwalificatie | Engeland − Andorra |         |

## Samenvatting
| Competitie      | Totaal gespeeld | Winst Andorra | Gelijk | Winst Engeland | Doelsaldo Andorra – Engeland |
| --------------- | --------------- | ------------- | ------ | -------------- | ---------------------------- |
| WK-kwalificatie | 5               | 0             | 0      | 5              | 0 − 18                       |
| EK-kwalificatie | 2               | 0             | 0      | 2              | 0 − 8                        |
| Totaal          | 7               | 0             | 0      | 7              | 0 − 26                       |

Wedstrijden bepaald door strafschoppen worden, in lijn met de FIFA, als een gelijkspel gerekend.

## Details

### Eerste ontmoeting
| EK 2008 kwalificatie (Manchester, Verenigd Koninkrijk, 2 september 2006):               |       |         |
| Engeland                                                                                | 5 – 0 | Andorra |
| Peter Crouch 5' Steven Gerrard 13' Jermain Defoe 38' Jermain Defoe 47' Peter Crouch 66' | goals |         |

### Tweede ontmoeting
| EK 2008 kwalificatie (Barcelona, Spanje, 28 maart 2007):                    |       |                                                       |
| Andorra                                                                     | 0 – 3 | Engeland                                              |
|                                                                             | goals | 54' Steven Gerrard 76' Steven Gerrard 90' Dave Nugent |
| - Debuut van doelpuntenmaker Dave Nugent (Preston North End) voor Engeland. |       |                                                       |

### Derde ontmoeting
| WK 2010 kwalificatie (Barcelona, Spanje, 6 september 2008): |       |                           |
| Andorra                                                     | 0 – 2 | Engeland                  |
|                                                             | goals | 48' Joe Cole 55' Joe Cole |

### Vierde ontmoeting
| WK 2010 kwalificatie (Londen, Verenigd Koninkrijk, 10 juni 2009):                                                                                             |              | |
| Engeland | 6 – 0        | Andorra |
| Wayne Rooney 4' Frank Lampard 29' Wayne Rooney 39' Jermain Defoe 73' Jermain Defoe 75' Peter Crouch 80'                                                       | goals        | |
| Fabio Capello | bondscoach   | David Rodrigo |
| Robert Green Glen Johnson Ashley Cole 63' Steven Gerrard 46' Joleon Lescott John Terry David Beckham Frank Lampard Peter Crouch Wayne Rooney 46' Theo Walcott | opstellingen | 89' Koldo Álvarez Josep Ayala Txema García 47' Toni Lima Óscar Sonejee Ildefons Lima Sergi Moreno Marcio Vieira 79' Fernando Silva Manolo Jiménez Xavi Andorrà |
| Ashley Young 46' Jermain Defoe 46' Wayne Bridge 63' | wissels      | 47' Marc Vales 79' Juli Fernández 89' Josep Gómes |
| | gele kaarten | 40' Xavi Andorrà 44' Koldo Álvarez 63' Ildefons Lima |

FAF · A-internationals · Statistieken · Bondscoaches · Andorrees vrouwenelftal · Andorra U21 · Andorra U20 · Andorra U19 · Andorra U18 · Andorra U17 · Andorra U16
1990 – 1999 · 2000 – 2009 · 2010 – 2019 · 2020 − 2029
1996 · 1997 · 1998 · 1999 · 2000 · 2001 · 2002 · 2003 · 2004 · 2005 · 2006 · 2007 · 2008 · 2009 · 2010 · 2011 · 2012 · 2013 · 2014 · 2015 · 2016 · 2017 · 2018 · 2019 · 2020 · 2021 · 2022 · 2023 · 2024
Albanië ·
Armenië ·
Azerbeidzjan ·
België ·
Bolivia ·
Bosnië en Herzegovina ·
Brazilië ·
Bulgarije ·
China ·
Cyprus ·
Engeland ·
Equatoriaal-Guinea ·
Estland ·
Faeröer ·
Finland ·
Frankrijk ·
Gabon ·
Georgië ·
Gibraltar ·
Grenada ·
Hongarije ·
Ierland ·
IJsland ·
Indonesië ·
Israël ·
Kaapverdië ·
Kazachstan ·
Kosovo ·
Kroatië ·
Letland ·
Liechtenstein ·
Litouwen ·
Malta ·
Moldavië ·
Nederland ·
Noord-Ierland ·
Noord-Macedonië ·
Oekraïne ·
Oostenrijk ·
Polen ·
Portugal ·
Qatar ·
Roemenië ·
Rusland ·
Saint Kitts en Nevis ·
San Marino ·
Slowakije ·
Spanje ·
Tsjechië ·
Turkije ·
Verenigde Arabische Emiraten ·
Wales ·
Wit-Rusland ·
Zuid-Afrika ·
Zwitserland
FA · A-internationals · Selecties · Bondscoaches · Engels vrouwenelftal · Brits olympisch elftal · Engeland -21 · Engeland -20 · Engeland -19 · Engeland -18 · Engeland -17 · Engeland -16 · Vrouwen -17
1872 – 1899 ·
1900 – 1919 ·
1920 – 1929 ·
1930 – 1939 ·
1940 – 1949 ·
1950 – 1959 ·
1960 – 1969 ·
1970 – 1979 ·
1980 – 1989 ·
1990 – 1999 ·
2000 – 2009 ·
2010 – 2019 ·
2020 − 2029
EK's: 1968 ·
1980 ·
1988 ·
1992 ·
1996 ·
2000 ·
2004 ·
2012 · 
2016 · 
2020 · 
2024
WK's: 1950 ·
1954 ·
1958 ·
1962 ·
1966 ·
1970 ·
1982 ·
1986 ·
1990 ·
1998 ·
2002 ·
2006 ·
2010 ·
2014 ·
2018 · 
2022
Albanië ·
Algerije ·
Andorra ·
Argentinië ·
Australië ·
Azerbeidzjan ·
België ·
Bosnië en Herzegovina ·
Brazilië ·
Bulgarije ·
Canada ·
Chili ·
China ·
Colombia ·
Costa Rica ·
Cyprus ·
Denemarken ·
DDR · 
Duitsland ·
Ecuador ·
Egypte ·
Estland ·
Finland ·
Frankrijk ·
Georgië ·
Ghana ·
GOS ·
Griekenland ·
Honduras ·
Hongarije ·
Ierland ·
IJsland · 
Iran ·
Israël ·
Italië ·
Ivoorkust ·
Jamaica ·
Japan ·
Joegoslavië ·
Kameroen ·
Kazachstan ·
Koeweit ·
Kosovo ·
Kroatië ·
Letland ·
Liechtenstein ·
Litouwen ·
Luxemburg ·
Maleisië ·
Malta ·
Marokko ·
Mexico ·
Moldavië ·
Montenegro ·
Nederland ·
Nieuw-Zeeland ·
Nigeria ·
Noord-Ierland ·
Noord-Macedonië ·
Noorwegen ·
Oekraïne ·
Oostenrijk ·
Panama · 
Paraguay ·
Peru · 
Polen ·
Portugal ·
Roemenië ·
Rusland ·
San Marino · 
Saoedi-Arabië ·
Schotland ·
Senegal ·
Servië ·
Servië en Montenegro · 
Slovenië ·
Slowakije ·
Sovjet-Unie ·
Spanje ·
Trinidad en Tobago ·
Tsjechië ·
Tsjecho-Slowakije ·
Tunesië ·
Turkije ·
Uruguay ·
Verenigde Staten ·
Wales ·
Wit-Rusland ·
Zuid-Afrika ·
Zuid-Korea ·
Zweden ·
Zwitserland
Algerije (2010) · 
Argentinië (1986) · 
Argentinië (1998) · 
Argentinië (2002) · 
België (1990) · 
België (2018, 1) · 
België (2018, 2) · 
Brazilië (2002) · 
Colombia (1998) ·
Colombia (2018) ·
Costa Rica (2014) ·
Denemarken (2002) ·
Denemarken (2021) · 
Duitsland (2000) ·
Duitsland (2010) ·
Duitsland (2021) ·
Ecuador (2006) ·
Egypte (1990) ·
Frankrijk (1982) ·
Frankrijk (2012) ·
Frankrijk (2022) ·
Ierland (1990) · 
IJsland (2016) ·
Italië (1990) · 
Italië (2012) · 
Italië (2014) · 
Italië (2021) · 
Kameroen (1990) · 
Koeweit (1982) · 
Kroatië (2018) ·
Kroatië (2021) · 
Marokko (1986) · 
Nederland (1990) · 
Nigeria (2002) · 
Oekraïne (2012) · 
Oekraïne (2021) ·
Panama (2018) · 
Paraguay (1986) · 
Paraguay (2006) · 
Polen (1986) · 
Portugal (1986) · 
Portugal (2000) · 
Portugal (2006) · 
Roemenië (1998) ·
Roemenië (2000) ·
Rusland (2016) ·
Schotland (2021) ·
Senegal (2022) ·
Slovenië (2010) ·
Slowakije (2016) ·
Spanje (1982) ·
Spanje (2024) ·
Trinidad en Tobago (2006) ·
Tsjechië (2021) ·
Tsjecho-Slowakije (1982) ·
Tunesië (1998) ·
Tunesië (2018) ·
Uruguay (2014) ·
Verenigde Staten (2010) ·
Wales (2016) · 
West-Duitsland (1966) ·
West-Duitsland (1982) ·
West-Duitsland (1990) ·
Zweden (2002) ·
Zweden (2006) · 
Zweden (2012)